# Isabelle Dethan
Isabelle Dethan est une autrice de bande dessinée française née le 28 décembre 1967 à Bègles (Gironde). Au cours de sa carrière, elle a signé une quarantaine d'ouvrages jusqu'en 2020.

## Biographie
Isabelle Dethan suit des études de lettres modernes ayant abouti à une maîtrise et à un CAPES de documentation ; elle écrit son mémoire sur la littérature médiévale.
Son premier récit est publié en Allemagne, dans la revue Schwermetall[Quand ?]. Lors du festival d'Angoulême, elle participe au concours pour les auteurs amateurs et elle remporte l'Alph-Art avenir en 1992.
Après avoir co-fondé à Angoulême l'Atelier Sanzot, elle devient membre du collectif d'auteurs l'atelier du Marquis de Crocogoule. En 1993, elle entame sa première série, la trilogie Mémoire de sable pour Delcourt, « qui se déroule dans un monde antique imaginaire » ; le premier volume obtient les grelots d'or au Festival de BD à Sierre puis, à partir de 1997, elle crée Le Roi cyclope, de style médiéval fantastique, où elle emploie la couleur directe.
Elle signe plusieurs séries qui témoignent de sa passion pour l'Égypte antique : en 2020 paraît sa septième série consacrée au sujet. Elle se lance dans le genre historique avec Sur les terres d'Horus, en 2000. La série jeunesse Khéti, fils du Nil voit le jour en 2006, en collaboration avec Mazan au dessin. Entre 2011 et 2014, elle signe une bande dessinée policière, Les Ombres du Styx  qui se déroule en  205 après J.C. à Leptis Magna. En 2011, les travaux de Dethan, Mazan et Maffre font l'objet d'une exposition au musée d'Angoulême : Planches & hiéroglyphes.
Elle crée aussi en 2016 Aquitania, qui porte sur une famille à l’époque gallo-romaine à Saintes, aux éditions Eidola. L'année suivante elle signe un ouvrage jeunesse ayant pour cadre le Musée du Louvre : Gaspard et la Malédiction du prince-fantôme. En 2020, elle entame la série Le Roi de paille (Dargaud). Isabelle Dethan a produit également des récits autobiographiques avec Tante Henriette ou l'éloge de l'avarice, sur sa grand-tante (2000) et Ingrid (2001), ainsi qu'un album intimiste avec Eva aux mains bleues (2004).
Isabelle Dethan scénarise aussi Le Rêve de pierres (éd. Vents d'Ouest) pour Daphné Collignon et Le Tombeau d'Alexandre (éd. Delcourt) avec Julien Maffre aux pinceaux.
En 2019, le festival Bédéciné d’Illzach lui décerne le grand prix ; elle devient la première présidente du festival. En 2020, le Pôle Image Magelis lui décerne une récompense.
Au cours de sa carrière, elle a signé une quarantaine d'ouvrages jusqu'en 2020.

### Vie familiale
Isabelle Dethan est mariée avec Mazan, auteur de bande dessinée ; ensemble, ils ont créé plusieurs ouvrages, comme Khéti, fils du Nil (4 volumes).

## Œuvre
- Série Mémoire de sable (scénario, dessins et couleurs), Delcourt, collection Terres de Légendes

1. La Tour du savoir, 1993
2. Cité-Morgane, 1994
3. Lune noire, 1995

- Série Le Roi cyclope (scénario, dessins et couleurs) Delcourt, collection Terres de Légendes, trois volumes entre 1997 et 1999
- Tante Henriette ou l'Éloge de l'avarice (scénario et dessins), Delcourt, collection Encrages, 2000  (ISBN 2-84055-475-5)
- Série Ingrid, t. 1 : Le dernier voyage d'Opa Julius[19] (scénario et dessins), Delcourt, collection Encrages, 2001  (ISBN 2-84055-577-8)
- Série Sur les terres d'Horus[7] (scénario, dessins et couleurs), Delcourt, collection Conquistador puis Histoire & Histoires

1. Khâemouaset ou la Loi de Maât, 2001,  (ISBN 2-84055-681-2)
2. Meresânkh ou le Choix de Seth, 2002,  (ISBN 2-84055-844-0)
3. Tiasatré ou le Jugement d'Anubis, 2003,  (ISBN 2-84789-239-7)
4. Nakhtamon ou la Colère de Sekhmet, 2004,  (ISBN 2-84789-600-7)
5. Khéti ou l'Amour de Ninmah, 2005,  (ISBN 2-84789-945-6)
6. Hori ou le Courroux d'Ishtar, 2007
7. Néferhor ou la Quête d'Isis, 2008
8. Imeni ou la résurrection d'Osiris, 2010

- Eva aux mains bleues (scénario, dessins et couleurs), Delcourt, collection Mirages, 2004  (ISBN 2-84789-071-8) (BNF 39165560)
- Le Rêve de pierres, volume 1 : Pétra (scénario), dessins et couleurs Daphné Collignon, Vents d'Ouest, collection Équinoxe, 2004  (ISBN 2-7493-0063-0)[20]
- Série La Maison aux 100 portes (scénario, dessins et couleurs), Delcourt, collection Machination, trois volumes entre 2006 et 2012
- Série Khéti, fils du Nil (scénario), dessins et couleurs Mazan, Delcourt, collection Jeunesse

1. Au-delà des portes, 2006,  (ISBN 2-7560-0065-5)
2. Le Roi des grenouilles, 2007
3. Mémé la momie, 2009
4. Le Jugement d'Osiris, 2010

- Le Tombeau d'Alexandre (scénario), dessins Julien Maffre, éd Delcourt, coll. Histoire & Histoires

1. Le Manuscrit de Cyrène[21], 2008
2. La Porte de Ptolémée, 2010
3. Le Sarcophage d'Albâtre[15], 2011

- Les Ombres du Styx (scénario et dessin), Delcourt, coll. Histoire & Histoires

1. Le maître de l'éternité, 2011
2. Vox populi, 2012
3. In memoriam, 2014

- Voleuse sérigraphie en tirage limité, numéroté, signé, trente exemplaires Atelier les Mains Sales, Expo le Bestiaire illustré, janvier 2012
- Haïku illustration d'un Haïku de la poétesse Hisajo Sugita, sérigraphies en tirage limité, numérotées et signées en quarante exemplaires, Atelier les Mains Sales, 2012
- Mimo, co-scénarisé avec Ronan Allain et Jean-François Tournepiche, dessin de Mazan, éditions Eidola

1. Mimo, sur la trace des dinos, 2012
2. Mimo et les dinos des antipodes avec Ronan Allain et Jean-François Tournepiche, 2015

- J'ai tué, vol. Philippe II de Macédoine (scénario, dessin et couleurs)[22], Vents d'Ouest, 2015
- Aquitania (scénario, dessin et couleurs), éditions Eidola, 2016  (ISBN 979-1-09-009314-0)
- Gaspard et la Malédiction du prince-fantôme[23] (scénario, dessin et couleurs), Delcourt - Louvre éditions, 2017  (ISBN 978-2-7560-9832-6)
- Le Roi de paille

1. La fille de Pharaon[9], Dargaud, janvier 2020[24]
2. Le couronnement de la reine morte, 2021  (ISBN 978-2-505-08326-9)

## Récompense
- 1992 : Alph-Art avenir au festival d'Angoulême.